# قانون شفهي
القانون الشفهي هو مدونة سلوك مستخدمة في ثقافة معينة، أو دين أو تطبيق مجتمعي، يتم من خلاله نقل مجموعة من قواعد السلوك البشري عن طريق التقاليد الشفوية واحترامها بشكل فعال، أو القاعدة الفردية التي يتم نقلها شفهيًا. العديد من الثقافات لديها قانون شفوي، في حين أن معظم النظم القانونية المعاصرة لديها منظمة مكتوبة رسمية. التقليد الشفهي (من اللاتيني = الإرسال) هو الأداة النموذجية لانتقال الشفرات الشفوية، أو بمعنى أكثر عمومية، هو المعقد الذي تنقله الثقافة عن نفسها بين الأجيال، «من الأب إلى الابن». يمكن أن يكون هذا النوع من الإرسال بسبب عدم وجود وسائل أخرى، كما هو الحال في المجتمعات الأمية أو الإجرامية، أو يمكن أن يكون مطلوبًا صراحة بموجب القانون نفسه. كان هناك جدل مستمر حول الإرسال الشفوي مقابل النقل الكتابي، مع التركيز على الموثوقية العالية المدركة للأدلة المكتوبة، على أساس «العالم الخطي من الأوساط الأكاديمية» حيث يتم قبول السجلات المكتوبة فقط. ومع ذلك، تم اقتراح النظريات «المعيارية» للفم ومحو الأمية.

## في الفقه
من وجهة نظر قانونية، يمكن أن يكون القانون الشفوي عادة ذات صلة قانونية أو عندما يشير إليها القانون الرسمي صراحة (ولكن في هذه الحالة الأخيرة، فهي مصدر غير مباشر للحقوق والالتزامات القانونية)؛ أمر منطوق يجب احترامه كقانون (في معظم النظم القانونية الغربية الحديثة، يمكن إصدار بعض الترتيبات عن طريق كلمة في حالات الطوارئ المحددة). يمكن قبول القانون الشفهي، الذي يقصد به مجموعة من القواعد، في الفقه القانوني طالما أنه يظهر بعض الفعالية، لذلك يحتاج إلى أن يكون القانون علنيًا، ويتم تقييم الفعل البشري من قبل القاضي (عادة ما يصدر حكمًا وفقًا للعامة تفسير القانون) ومن ثم يجب تطبيق العقوبة في نهاية المطاف. توفر بعض القوانين الشفهية كل هذه العناصر (على سبيل المثال، بعض مدونات قواعد السلوك المستخدمة بين الجمعيات الإجرامية مثل المافيا لديها قانون معروف جيدًا، قاضي، إدانة)، في حين أن البعض الآخر عادة ما يفتقد بعضها.

## في اليهودية
تؤكد اليهودية الحاخامية أن كتب التناخ كانت تنتقل بالتوازي مع التقليد الشفهي، كما نقله الله إلى موسى ومنه سلم إلى العلماء وغيرهم من القادة الدينيين في كل جيل. وهكذا، في اليهودية، و«تعليمات مكتوبة» (التوراة أنها ثنائية) و«تعليمات شفهية» تم تسجيلها في نهاية المطاف في التلمود (مضاءة «التعلم») و (مضاءة «التفسيرات»). وبالتالي يعتبر تفسير التوراة الشفوية بمثابة القراءة الرسمية للتوراة المكتوبة. علاوة على ذلك، تستند (مضاءة «المسار»، الذي يُترجم بشكل متكرر باسم «القانون اليهودي») على تعليمات مكتوبة مع تعليمات شفوية. وبالتالي، لا يستند القانون والتقاليد اليهودية على قراءة حرفية، ولكن على التقليد الشفهي والكتابي المشترك.

## اقتباسات وملاحظات
1. ↑  Finnegan, 195-201
2. ↑  Goody, pp.27-68